# سوفاگیت

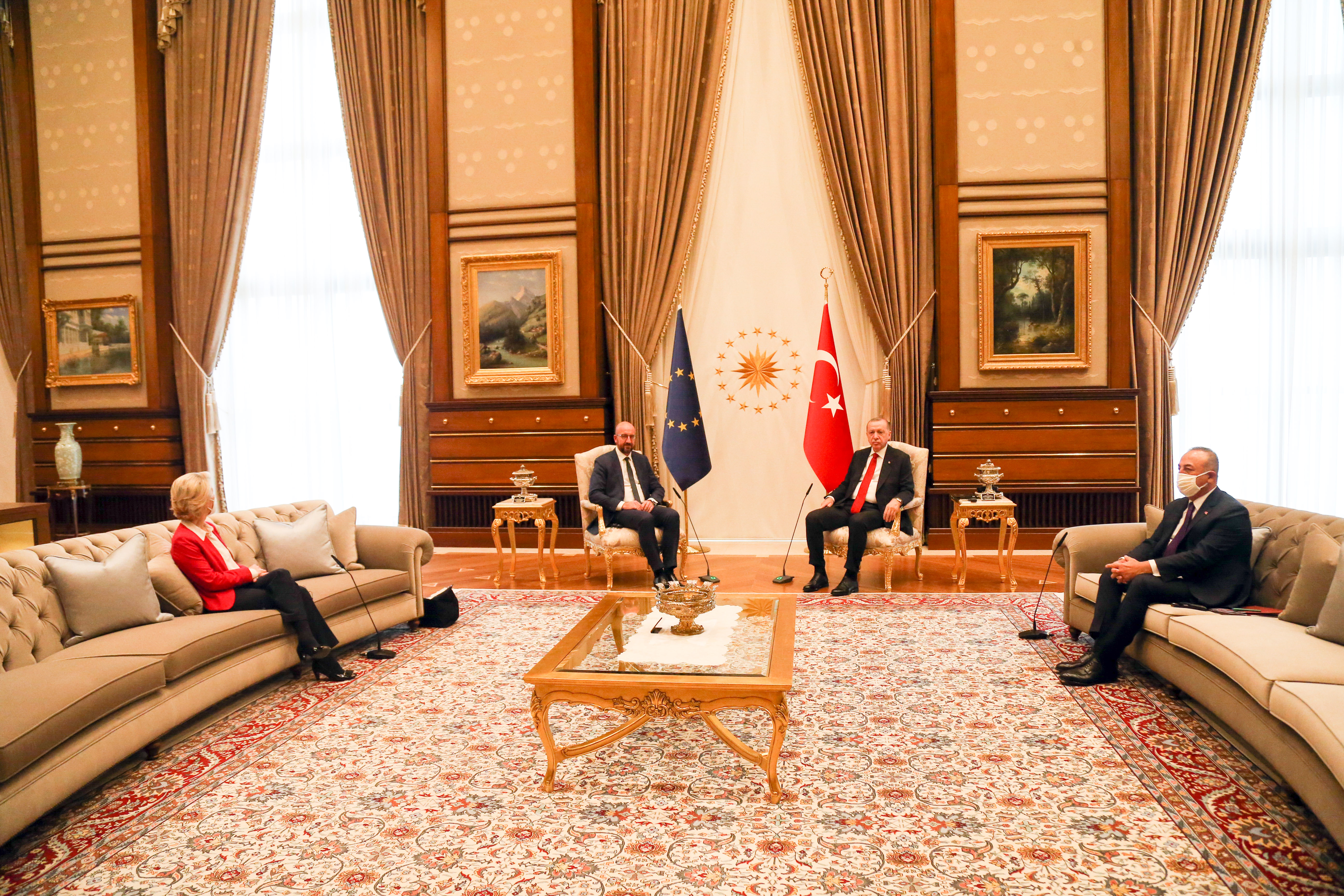
در حادثهٔ سوفاگیت، هیئت اتحادیه اروپا در سمت چپ و هیئت ترکیه در سمت راست نشسته‌اند. - ۶ آوریل ۲۰۲۱

سوفاگیت (انگلیسی: Sofagate) یک حادثه تشریفات دیپلماتیک است که در سفر اورزولا فن در لاین، رئیس کمیسیون اروپا، و شارل میشل، رئیس شورای اروپایی، به ترکیه در آوریل ۲۰۲۱ رخ داد. زمانی که میشل و فن در لاین به ملاقات رجب طیب اردوغان، رئیس‌جمهور ترکیه، رفتند، تنها دو صندلی برای آنان تدارک دیده شده بود. میشل سپس روی صندلی کنار اردوغان نشست؛ اقدامی که ظاهراً به تعجب فن در لاین انجامید. فن در لاین روی یک کاناپه در همان اتاق و روبه‌روی مولود چاووش‌اوغلو، وزیر امور خارجهٔ ترکیه، نشست. بسیاری از تحلیل‌گران، این حادثه را به عنوان نوعی تبعیض جنسیتی توصیف کردند؛ چرا که میشل، با وجود ترتیب اولویت یکسان هر دو به عنوان نمایندگان اتحادیه اروپا در تشریفات دیپلماتیک اروپایی، جایگاه مهم‌تری نسبت به فن در لاین دریافت کرد.

## پس‌زمینه
اورزولا فن در لاین، نخستین زنی است که به مقام ریاست کمیسیون اروپا رسیده‌است. این که یک زن به عنوان جانشین ژان کلود یونکر تعیین شده بود، توسط شخص یونکر و سایر سیاستمداران اتحادیه اروپا مورد استقبال واقع شد. سفر فن در لاین و میشل به ترکیه بلافاصله پس از خروج ترکیه از کنوانسیون استانبول، که در جهت جلوگیری از وقوع خشونت علیه زنان تلاش می‌کند، در مارس ۲۰۲۱ انجام شد. خروج این کشور از کنوانسیون استانبول به‌شدت توسط تعداد زیادی از سیاستمداران اروپایی مورد انتقاد قرار گرفت.

## حادثهٔ تشریفاتی
در هنگام ملاقات شارل میشل، رئیس شورای اروپایی، و اورزولا فن در لاین، رئیس کمیسیون اروپا، با رجب طیب اردوغان، رئیس‌جمهور ترکیه، در ۷ آوریل ۲۰۲۱، تنها دو صندلی برای این سه در مکان ملاقات تدارک دیده شده بود. میشل روی صندلی کنار اردوغان نشست؛ اقدامی که ظاهراً به تعجب فن در لاین انجامید. فن در لاین سپس روی یک کاناپه در همان اتاق و روبه‌روی مولود چاووش‌اوغلو، وزیر امور خارجهٔ ترکیه، نشست.